# Sac de Réthymnon (1567)
Le sac de Réthymnon est une attaque de la Crète par les corsaires barbaresques, en 1567.

## Histoire
Uluç Ali Paşa, commandant naval ottoman et Pacha, a mené de nombreux raids au large des côtes italiennes. Finalement, le raïs a attaqué la Crète, où lui et son équipage ont vaincu la défense de la ville de Réthymnon composée de 7 000 hommes et ont incendié la ville. Les richesses de Réthymnon furent ensuite pillées et ses habitants capturés par les pirates barbaresques. Le raid était l'un des nombreux raids effectués sur l'île de Crète par des pirates barbaresques,.
Par la suite Uluç Ali Paşa, est placé à la tête de la régence d'Alger en tant que Beylerbey de 1568 à 1577.